# Anabarhynchus albipennis
Anabarhynchus albipennis är en tvåvingeart som beskrevs av Lyneborg 1992. Anabarhynchus albipennis ingår i släktet Anabarhynchus och familjen stilettflugor. Inga underarter finns listade i Catalogue of Life.